# الغوادر (الحديدة)

تعديل مصدري - تعديل

الغوادر هي إحدى قرى مديرية بيت الفقيه، التابعة لمحافظة الحديدة اليمنية، بلغ تعداد سكانها 3408 نسمة حسب الإحصاء الذي جرى عام 2004.